# Deutsche Umwelthilfe
Die Deutsche Umwelthilfe e. V. (DUH) ist eine deutsche Umwelt-, Natur- und Verbraucherschutzorganisation. Der eingetragene Verein mit Sitz in Hannover engagiert sich für den Klimaschutz, die Erhaltung der biologischen Vielfalt, eine auf Effizienz und regenerativen Quellen basierende Energieversorgung, Ressourcenschonung und Kreislaufwirtschaft, saubere Luft, nachhaltige Mobilität und Verbraucherschutz. 
Die als gemeinnützig anerkannte Organisation ist ein klageberechtigter Verbraucherschutzverband nach dem Unterlassungsklagengesetz, besitzt nach dem Umwelt-Rechtsbehelfsgesetz das Recht zur Verbandsklage und ist berechtigt, Musterfeststellungsklagen und Abhilfeklagen zu führen.  Die DUH ist gemäß Lobbyregistergesetz im Lobbyregister eingetragen. Der Verein unterhält Geschäftsstellen in Berlin, Radolfzell und Hannover sowie Projektbüros in Köthen und Erfurt.

## Geschichte
Der Verein wurde am 5. August 1975 gleichzeitig mit dem BUND-Landesverband Baden-Württemberg von Hermut Ruland, Gerhard Thielcke und Rudolf L. Schreiber gegründet. Der ursprüngliche Vereinszweck war das Generieren von Spenden für den BUND, wozu im Gegensatz zu anderen Umweltverbänden auch Gelder aus der Privatwirtschaft gehören durften. In den ersten 13 Jahren ihres Bestehens konzentrierte sich die DUH auf die Finanzierung von Naturschutzprojekten sowie die Umweltbildung. Die damalige Geschäftsstelle lag in Öhningen (Baden-Württemberg). Initiiert von der Deutschen Umwelthilfe, dem Bund für Umwelt und Naturschutz Deutschland (BUND) und dem Naturschutzbund Deutschland (NABU) wurde 1987, im ersten Europäischen Umweltjahr, die Stiftung Europäisches Naturerbe (Euronatur) zur Unterstützung von Naturschutzprojekten in ganz Europa gegründet. 1988 bezog die DUH eine neue Geschäftsstelle in Radolfzell. Zu dieser Zeit erweiterte die DUH ihr Umweltbildungsengagement, erstellte und verbreitete Informationsbroschüren zu Natur- und Umweltschutzthemen, führte Haus- und Straßensammlungen zur Unterstützung von jährlich mehreren hundert überwiegend lokalen Natur- und Umweltschutzprojekten durch, startete die Aktion Jugend erlebt Natur und entwickelte sich so als eigenständiger Verband.
1990 schrieb die DUH erstmals einen bundesweiten Wettbewerb für kommunalen Umweltschutz aus. Erster Träger der Auszeichnung Bundeshauptstadt für Natur- und Umweltschutz war die Stadt Erlangen.
Aus dem internationalen Bodensee-Umweltschutzprojekt der DUH ging 1994 die Bodensee-Stiftung für Natur und Kultur hervor. Schwerpunkte waren das Eintreten für nachhaltiges Wirtschaften, etwa in Form von umweltfreundlichem Tourismus, Biotopschutz, ressourcenschonender Verkehr, ökologische Landwirtschaft und der Schutz des Trinkwasserspeichers Bodensee.
1998 entstand unter Mitwirkung der DUH die internationale Umweltstiftung Global Nature Fund (GNF), die sich als internationale Stiftung um den Erhalt von Wasser-Ökosystemen bemüht. Das größte Projekt des GNF ist das Lebendige-Seen-Netzwerk Living Lakes mit weltweit über 112 Partnern und rund 60 Seen im Jahr 2021.
2001 wurde eine Geschäftsstelle in Berlin eröffnet.
2004 erkannte das Bundesverwaltungsamt die DUH als klageberechtigten Verbraucherschutzverband an. 2008 erkannte das Umweltbundesamt den Verein als klageberechtigte Vereinigung nach dem Umwelt-Rechtsbehelfsgesetz an.
Im Jahr 2023 gewannen die DUH und der Bund für Umwelt und Naturschutz (BUND) vor dem Oberverwaltungsgericht Berlin-Brandenburg gegen die Bundesregierung. Gegenstand des Verfahrens waren fehlende Sofortprogramme, die gemäß Klimaschutzgesetz in den Bereichen Verkehr und Gebäude notwendig gewesen wären.
Zwei weitere Klagen vor dem Oberverwaltungsgericht Berlin-Brandenburg gegen die Bundesregierung gewann die DUH im Mai 2024. Das Gericht urteilte, dass das Klimaschutzprogramm der Bundesregierung keine hinreichenden Maßnahmen vorsah, um zu garantieren, dass die Klimaziele eingehalten werden.

## Organisation und Verwaltung

### Verwaltung
Die DUH ist ein eingetragener gemeinnütziger Verein nach deutschem Vereinsrecht. Im April 2025 hatte er 535 stimmberechtigte Mitglieder und ca. 20.000 Fördermitglieder.
Der Verein gliedert sich in drei Regionalverbände (RV Nord mit Sitz in Hannover, RV Ost mit Sitz in Berlin und RV Süd mit Sitz in Radolfzell). Ihre Funktion ist es, die Ziele und Aufgaben der DUH auf lokaler und regionaler Ebene zu verfolgen.
Der Vorstand legt die Ziele für deren praktische Arbeit fest und berät und überwacht die Arbeit der Geschäftsführung. Die Bundesvorsitzenden des Vorstandes waren Hermut Ruland von 1975 bis 1988 und Gerhard Thielcke von 1988 bis 2001. Seit 2001 bis zu seinem Tod Anfang 2024 hatte Harald Kächele dieses Amt inne.
Die Delegiertenversammlung beschließt den Haushalt, genehmigt den Jahresabschluss und entlastet und wählt den Vorstand sowie die Kassenprüfer.
Die Geschäftsführung ist mit dem operativen Geschäft der DUH betraut. Sie ist zur Wahrnehmung der wirtschaftlichen, verwaltungsmäßigen und personellen Angelegenheiten der Bundesgeschäftsstelle bevollmächtigt. Die Bundesgeschäftsführer sind Jürgen Resch (seit 1987), Sascha Müller-Kraenner (seit 2015) sowie seit 2022 Barbara Metz. Seit 2022 sind auch Ulrike Voß und Matthias Walter Mitglieder der Bundesgeschäftsführung. Ehemalige Geschäftsführer sind: Michael Spielmann (2012–2014), Rainer Baake (2006–2012) und Jörg Dürr-Pucher (1998–2006), Jürgen Rosemund (1988–1999) und Hans-Jürgen Dippel (1987–1988).
Die wesentliche inhaltliche Projektarbeit wird mit Stand von Ende 2024 von 197 Mitarbeiterinnen und Mitarbeitern sowie 29 studentischen Aushilfen an den vier Standorten geleistet.

### Mitgliedschaften und Kooperationen
Die DUH ist Mitglied des Bündnisses Atomausstieg selber machen und seit 1998 Partner im Hand-in-Hand-Fonds mit Rapunzel Naturkost GmbH zur Förderung sozialer und ökologischer Projekte weltweit. Die DUH ist auch Betreiberin der Initiative Handys für die Umwelt. Sie koordiniert außerdem die Haus- und Straßensammlung für den Natur- und Umweltschutz. Das Bündnis Kommunen für biologische Vielfalt wurde maßgeblich durch die DUH gegründet und wird beim Aufbau des eigenständigen Vereins von ihr unterstützt. Die DUH initiierte 1995 die Kampagne Lebendige Flüsse. Der Verein ist außerdem in der Mehrweg-Allianz vertreten und gründete das Projekt Wild Cities.
International koordiniert der Verein die Arbeit mehrerer Netzwerke und Initiativen. So ist er zum Beispiel für die Kampagne Rußfrei fürs Klima („Black Carbon“) verantwortlich und ist Mitglied der Kampagne Clean Air Europe, die Verbandsinteressen zum Klimaschutzes gegenüber der EU vertritt. Die DUH ist zudem Mitglied des Europäischen Umweltbüros.

## Selbstverständnis
Der Verein versteht sich als politisch unabhängiger Umwelt-, Natur- und Verbraucherschutzverband sowie als Umwelt-Lobby: „Wir sind Lobby, wir sind Partei, und wir schließen Zweckbündnisse“ (Zitat Jürgen Resch, 2005). Ziel der DUH ist es, dass heutige wie auch künftige Generationen gleichermaßen Chancen auf ein erfülltes Leben in einer intakten Umwelt haben. Daher tritt die DUH für nachhaltige Lebensweisen und moderne Formen des Wirtschaftens ein, die ökologische Belastungsgrenzen respektieren.
Die für die Erreichung der Ziele gewählten Methoden umfassen Kritik an den vorhandenen Zuständen ebenso wie das konzeptionelle Denken in Alternativen. Sie organisiert Dialogprozesse, Netzwerke und Forschungsprojekte um Debatten anzustoßen und Themen voranzutreiben. Darüber hinaus skandalisiert und personalisiert die DUH Missstände mit dem Ziel, Wirtschaft und Politik über eine Mobilisierung der Öffentlichkeit auf einen besseren Weg zu bringen. Als klageberechtigter Verband kann sie die Einhaltung von umweltbezogenen Verbraucherschutzvorschriften, beispielsweise zur korrekten Angabe des Energie- bzw. Kraftstoffverbrauchs, des Quecksilbergehalts von Energiesparlampen oder des Abgasverhaltens von Maschinen, gerichtlich überprüfen und durchsetzen lassen.
Zu den Arbeitsmethoden gehören auch öffentlich ausgeschriebene Wettbewerbe und die Veröffentlichung von Ranglisten (englisch rankings). Den Schwerpunkt der Arbeit bildet die nationale und europäische Ebene. Besonders intensive Kontakte pflegt die DUH zu den Kommunen, die sich im Klima- und Biodiversitätsschutz und beim Thema Nachhaltigkeit engagieren.
Der Verein sucht (Stand 2004) zudem gezielt den Austausch und die Zusammenarbeit mit Wirtschaftspartnern, die eine ökologische Vorreiterrolle in ihrer Branche einnehmen möchten. Sie ermutigt Unternehmen dazu, ihre Produkte nach den Standards des „Blauen Engels“ zertifizieren zu lassen. Außerdem werden Firmen bei der Entwicklung umweltfreundlicher Techniken und Verfahren unterstützt.

## Themen

### Naturschutz und Artenvielfalt
In ihrer Arbeit zum Naturschutz und zur Artenvielfalt konzentriert sich die Deutsche Umwelthilfe auf die vier Bereiche „Biologische Vielfalt“, „Lebendige Wälder“, „Fließgewässerschutz“ und „Meeresschutz“. Gemeinsam mit anderen Verbänden führt die DUH im Netzwerk „Lebendige Flüsse“ seit 1997 Maßnahmen zur Rettung bedrohter Arten und zur Wiedervernetzung von Ökosystemen durch. Dabei spielen auch Synergieeffekte eine Rolle: So diente zum Beispiel das Naturschutzgebiet im Wulfener Bruch bei den Elbhochwassern von 2002 und 2013 als natürliches Rückhaltebecken. In einem Pilotprojekt, das 2014 am Stettiner Haff anlief, verband die DUH den Artenschutz mit einem Förderprogramm für strukturschwache Regionen.
Aus der Naturschutzarbeit des Vereins entstand 1998 der Global Nature Fund (GNF), eine internationale Stiftung, die sich für den Erhalt von Wasser-Ökosystemen einsetzt. Mit dem Netzwerk „Lebendige Elbe“, das die DUH gemeinsam mit den Organisationen NABU, BUND und WWF führt, verfolgt sie darüber hinaus das Ziel, das gesamte Einzugsgebiet der Elbe von Tschechien bis zur Nordsee zum Weltnatur- und Kulturerbe zu machen. Dabei tragen grenzüberschreitende Natur- und Artenschutzprogramme sowie Projekte wie der deutsch-tschechische Jugendaustausch „Die Sprachen des Flusses“ zur europäischen Völkerverständigung bei. Zwischen 2002 und 2005 initiierte die DUH den Internationalen Elbebadetag. Seit 2008 besteht das Projekt „Lebendige Wälder“, in dem sich der Verein für den Erhalt und die Wiederherstellung intakter und naturnaher Wälder durch Modellprojekte engagiert.
Der Verein erreichte 2014, dass die UNESCO das Okavango-Delta im afrikanischen Botswana als UNESCO Weltnaturerbestätte anerkannte. Zudem baute die DUH zwischen 2012 und 2014 gemeinsam mit dem Flussbüro Erfurt Brücken um, damit Fischotter sie gefahrlos unterqueren können. Die DUH koordinierte bis Dezember 2013 außerdem die Arbeit von OCEAN2012 in Deutschland. Diese europaweite Allianz setzte sich gegen eine Überfischung der europäischen Meere sowie für eine nachhaltige Gemeinsame Fischereipolitik der Europäischen Union ein.

### Energie und Klimaschutz
Für eine naturverträgliche und sozial gerechte Energiewende koordiniert der Verein Fachnetzwerke zu den Themen Energiewende, Netzintegration, Wärme, Energiespeicher und Bioenergie. Zusätzlich führt er Informationsveranstaltungen in betroffenen Gemeinden durch, um im Dialog mit Anwohnern und Projektträgern mehr Akzeptanz für die Energiewende zu schaffen.
Seit 2008 organisierte und moderierte die Deutsche Umwelthilfe das „Forum Netzintegration Erneuerbare Energien“. Das vom Bundesumweltministerium bis 2014 geförderte Projekt brachte Politik und Netzbetreiber, Naturschützer und Energieexperten, Wissenschaftler und Bürgerinitiativen zusammen, um gemeinsam Maßnahmen für das Gelingen des Stromnetzumbaus zu erarbeiten. Ein erstes Ergebnis war 2010 der Plan N, ein gemeinsam erarbeitetes Politikpapier mit Maßnahmen zum Um- und Ausbau der Stromnetze. Ende 2013 veröffentlichte das „Forum Netzintegration Erneuerbare Energien“ das Nachfolgepapier, den Plan N 2.0. Das Papier zeigt, wie die neue Infrastruktur für eine risikoarme und nachhaltige Energieversorgung natur- und sozialverträglich gestaltet werden kann, um so ihre regionale Akzeptanz zu stärken. Fast 60 am Diskussionsprozess beteiligte Institutionen, Unternehmen, Organisationen und Verbände unterzeichneten Plan N 2.0, der im Januar 2014 im Rahmen eines parlamentarischen Abends in Berlin an die Politik übergeben wurde.
Ein weiterer Arbeitsschwerpunkt ist die Gebäudeeffizienz. Mit der Marktüberwachung des seit dem 1. Mai 2014 verpflichtend vorzulegenden Energieausweises und etwaigen Klagen bei Verstößen möchte die DUH die Sensibilität für die Umweltfolgen sowie die finanziellen Kosten von Heizwärme erhöhen und informiert über Vorteile der Gebäudesanierung. Laut DUH kann die energetische Sanierung von Gebäuden sozialverträglich gestaltet werden.
Kritik übte die DUH an der Studie „Kostentreiber für den Wohnungsbau“ der Arbeitsgemeinschaft für zeitgemäßes Bauen, nach der Energieeffizienz den sozialen Wohnungsbau gefährde; vielmehr lasse die Studie in ihrer Bilanz die langfristigen Einsparungen bei den Energiekosten außer Acht.
Die DUH unterstützte zusammen mit anderen Umweltverbänden die erfolgreiche Klage mehrerer Kinder vor dem Bundesverfassungsgericht. Mit Beschluss vom 24. März 2021 wurde in den mangelhaften gesetzlichen Regelungen zum Klimaschutz eine Verletzung der Grundrechte der Beschwerdeführer anerkannt und das Bundes-Klimaschutzgesetz in Teilen für verfassungswidrig erklärt. Seitdem wurden von der DUH weitere „Klimaklagen“ gegen die Bundesregierung, gegen Landesregierungen und gegen Firmen eingereicht.

### Verbraucherschutz
Der Verein kontrolliert die Einhaltung von Vorschriften des umweltbezogenen Verbraucherschutzes. Er führt Stichproben zur Überprüfung der Vorgaben zur Kennzeichnung von Produkten im Handel durch und kontrolliert die Einhaltung umwelt- und gesundheitsbezogener Produktvorgaben. Dazu gehören etwa die Einhaltung des maximal zulässigen Quecksilbergehalts bei Energiesparlampen, die Pkw-Energieverbrauchskennzeichnungsverordnung oder die Einhaltung der Emissionsvorschriften bei Verbrennungsmotoren. Der Verein ist seit 2004 in die Liste qualifizierter Einrichtungen gemäß Unterlassungsklagegesetz eingetragen und somit befugt, Verstöße gegen das Gesetz gegen den unlauteren Wettbewerb und andere Verbraucherschutzgesetze mit geeigneten Maßnahmen zu verfolgen. Die DUH leitete seit 2013 stellvertretend für alle Verbraucher rund 375 gerichtliche Verfahren zur Durchsetzung von Verbraucherrechten gegenüber Händlern und Herstellern ein, die gegen Regelungen des umweltbezogenen Verbraucherschutzes verstießen.
Zugleich rügt die DUH die deutsche Regierung, dass diese über die Marktüberwachungsbehörden immer noch nicht in der Lage sei, für einen ordnungsgemäßen Gesetzesvollzug zu sorgen. Die DUH legte diesbezüglich bereits mehrere Beschwerden bei der EU-Kommission ein, so auch im Jahr 2016 gemeinsam mit dem Bund für Umwelt und Naturschutz Deutschland (BUND). Die Bundesregierung erklärte daraufhin gegenüber der EU, dass die Überwachung deshalb funktioniere, weil die DUH die Prüfungen auf der Basis des Unterlassungsklagengesetzes vornehme. Die DUH setzte dem entgegen, dass primär dem Staat die hoheitliche Aufgabe der Durchsetzung von Gesetzen obliege und nicht, in weitgehender Abwesenheit von staatlichen Kontrollen im Umweltbereich, vorwiegend Privatinitiativen.
Mehrere bundesweite Kampagnen zur Verbesserung des Verbraucherschutzes wurden auf Initiative der DUH gestartet. Die Kampagnen haben zum Ziel, die Verbraucher zu informieren und aufzuklären und gesundheitliche und finanzielle Belastungen zu reduzieren. Die DUH möchte Betroffene dahingehend anleiten, dass sie selbst durch ihr Verhalten die persönliche Situation verbessern können.

### Verkehr und Luftreinhaltung

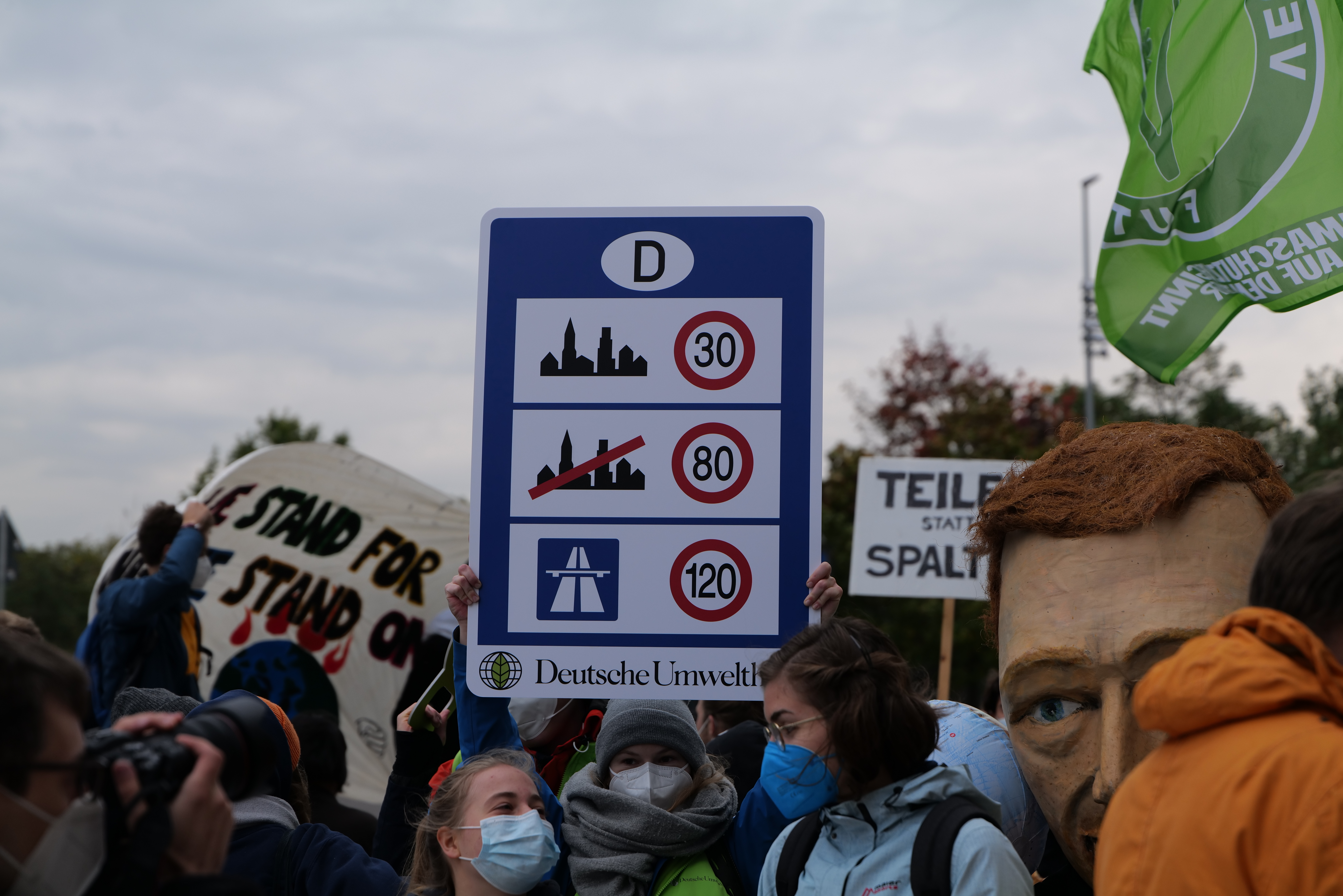
Forderungsplakat für Tempo 30 als Regelgeschwindigkeit in geschlossenen Ortschaften während der Sondierungsgespräche nach der Bundestagswahl 2021

Seit Mitte der 1990er Jahre tritt der Verein für eine Verkehrswende ein. So engagierte sich der Verein Mitte der 90er Jahre für sparsame Pkw und begann 1998 ein Projekt zur vorzeitigen Einführung schwefelfreier Kraftstoffe, deren Einführung schließlich zum September 2001 erfolgte. Ebenfalls als Folge einer DUH-Initiative wurde der Blaue Engel für Austausch-Katalysatoren eingeführt. Auch für eine Kraftstoffverbrauchsminderung von Pkw engagiert sich der Verein. Gemeinsam mit anderen Nichtregierungsorganisationen kämpft die DUH für die Verschärfung von Verbrauchsgrenzwerten und fordert zugleich die Kontrolle der Herstellerangaben bei Neufahrzeugen. In der europäischen Debatte um klimafreundlichere Kältemittel für Autoklimaanlagen trug die DUH 2008 mit eigenen Unfallsimulationen und intensiver Öffentlichkeitsarbeit die Gefahren des brennbaren und dabei tödliche Gase freisetzenden Kältemittels R1234yf in die öffentliche Diskussion. Der deutsche Autohersteller Daimler erklärte daraufhin 2012, dieses Mittel nicht mehr einzusetzen.
Im Rahmen der VW-Abgasaffäre erhob die Deutsche Umwelthilfe schwere Vorwürfe gegen Volkswagen und am 23. Oktober 2015 gegen Opel. Ein Test der DUH legte nahe, dass auch die deutsche GM-Tochter bei der Messung der Abgaswerte betrog. Die DUH hatte bei der Abgasprüfstelle der Berner Fachhochschule (Schweiz) einen Opel Zafira mit Dieselmotor untersuchen lassen und dabei Stickoxid-Emissionen (NOX) gemessen, die je nach Messmethode das bis zu 17-fache des gültigen Euro-6-Grenzwertes betrugen. Die Berner Fachhochschule distanzierte sich kurze Zeit darauf von den Versuchen der DUH, da diese nicht wissenschaftlich durchgeführt worden seien. Der TÜV Hessen stellte die Abgasuntersuchung der DUH nach und kam zu dem Ergebnis, dass die Abgaswerte im zulässigen Bereich liegen. Als Sachverständiger für die DUH arbeitet in diesem Zusammenhang Axel Friedrich, ehemals Abteilungsleiter im deutschen Umweltbundesamt. Den Abgasskandal bezeichnete der Geschäftsführer der Deutschen Umwelthilfe, Jürgen Resch, als „Staatsversagen“. Wie aus dem Schriftwechsel mit der Wirtschaft deutlich werde, sei die Kooperation zwischen Autoindustrie und Politik überaus eng gewesen. Zivilgesellschaftlichen Gruppen hätten Hinweise auf Betrug gegeben, diesen seien aber in Deutschland mangels konkreter Beweise keine Nachmessungen gefolgt.
Seit 2005 engagiert sich der Verein für die Einhaltung der EU-Luftqualitätsziele. Auf dem juristischen Weg führte er einen Gerichtsentscheid des Europäischen Gerichtshofes für ein individuell einklagbares „Recht auf Saubere Luft“ herbei. In diesem Zusammenhang kam es in vielen deutschen Städten zur Einrichtung von Umweltzonen. Das von der DUH angerufene Verwaltungsgericht Düsseldorf kam im September 2016 zu dem Ergebnis, dass in Düsseldorf „Fahrverbote für Dieselfahrzeuge so schnell wie möglich auszusprechen sind“. Die rechtlichen Mittel seien nach Auffassung des Gerichts bereits vorhanden. Am 28. Juli 2017 gewann die DUH in erster Instanz vor dem Verwaltungsgericht Stuttgart einen Prozess gegen das Land Baden-Württemberg. Die Luftverschmutzung Stuttgarts müsse mittels Dieselfahrverboten eingedämmt werden, weil die von den Automobilherstellern geplanten Nachrüstungen nicht ausreichten. Das Urteil wurde nach Sprungrevision am 27. Februar 2018 vom Bundesverwaltungsgericht bestätigt (siehe Diesel-Urteil).
Vor dem Verwaltungsgericht Berlin klagte die DUH gegen die Senatsverwaltung für Umwelt, Verkehr und Klimaschutz. Um die Luft zu verbessern, wollte die DUH Fahrverbote für ältere Diesel innerhalb des Berliner S-Bahn-Rings und auf einigen weiteren Straßen erwirken. Das Urteil zum Luftreinhalteplan Berlin 2011 – 2017 wurde am 9. Oktober 2018 gesprochen. Berlin muss bis Ende Juni 2019 Dieselfahrverbote in mindestens elf Straßenabschnitten umgesetzt haben.
Die Stadt Wiesbaden ging im Februar 2019 ohne Dieselfahrverbot aus der Klage der Deutschen Umwelthilfe hervor. Die Stadt konnte dem Gericht mit einem 49 Punkte umfassenden Plan darlegen, wie sie eine umfassende Verkehrswende einleiten werde.

### Kommunaler Umweltschutz
1989 begann der Verein mit dem Wettbewerb Bundeshauptstadt im Natur- und Umweltschutz, Städte und Gemeinden für ihre Leistungen im Umweltschutz auszuzeichnen. In den 1990er Jahren beteiligten sich 1356 Kommunen. Die DUH hat darüber hinaus zu zahlreichen Themen umfangreiche Unterstützungsangebote für Kommunen erstellt. Ein aktueller Schwerpunkt ist dabei die Förderung der Stadtnatur. Die DUH möchte dazu beitragen, dass der „Naturschutz“ auch als die Förderung von Natur in urbanen Räumen verstanden wird, insbesondere für Kinder. Deshalb fördert die DUH mit dem Wettbewerb „Schulhof der Zukunft“ Schulen bei der Umgestaltung ihrer Schulhöfe. Um das Engagement der „Bundeshauptstädte im Klimaschutz“ in die Breite zu tragen und auch kleine Kommunen zum Energiemanagement zu bewegen, hat sie gemeinsam mit dem Klima-Bündnis und dem Ifeu-Institut für Energie- und Umweltforschung Heidelberg einen eigenen „Coaching-Ansatz“ für kleine Kommunen entwickelt. Eine besondere kommunale Zielgruppe der DUH sind die klimafreundlichen Stadtwerken kann die DUH auf Antrag die Bezeichnung „KlimaStadtWerk“ verleihen. Das Projekt „greenITown“ soll Kommunen dabei unterstützen, auch im IT-Bereich Ressourcen einzusparen. Die Kommunalwettbewerbe der DUH fanden Nachahmer bei anderen Institutionen, beispielsweise von der EU beim „GreenCapital“, der europäischen Umwelthauptstadt.

### Kreislaufwirtschaft
Der Verein setzte sich 2002 gemeinsam mit Wirtschaftspartnern maßgeblich für die Einführung des „Dosenpfands“ auf Einweg-Flaschen und Getränkedosen ein.
Der Verein setzt sich für eine Verringerung des Abfallaufkommens und die umweltgerechte Verwertung oder Entsorgung nicht vermeidbaren Mülls ein. Sie versucht durch die Wiederverwendung von Produkten und Verpackungen (Mehrwegsysteme) sowie durch die Schließung von Stoffkreisläufen die Weiterentwicklung einer Kreislaufwirtschaft in Deutschland voranzutreiben. Projekte und Kampagnen wie „Mehrweg ist Klimaschutz“ und „Einweg-Plastik kommt nicht in die Tüte“ informieren Handel und Verbraucher über umweltfreundliche Verpackungen und klimafreundliche Mehrwegsysteme. Mit dem Mehrweginnovationspreis schafft die DUH einen zusätzlichen Anreiz für Verpackungsunternehmen, in Richtung Umweltschutz weiterzudenken. Außerdem führt der Verein regelmäßig Überprüfungen in Baumärkten, im Elektrohandel und bei kommunalen Entsorgern durch, um sicherzustellen, dass Bürger problematische Abfälle, wie Bauschaumdosen und Energiesparlampen umweltgerecht entsorgen können. Gemeinsam mit der Deutschen Telekom betreibt die DUH seit über zehn Jahren eine Althandysammlung mit dem Ziel, gebrauchte Geräte einer Wiederverwendung oder einem hochwertigen Recycling zuzuführen. Bereits mehr als 1,6 Millionen alte Geräte konnten so zurückgenommen werden. Auf europäischer Ebene veranstaltet die DUH alle drei Jahre eine europäische Mehrweg-Konferenz.
Im September 2014 beteiligte sich der Verein an der von der Stiftung Naturschutz Berlin organisierten Aktion „Berlin tüt was“ auf dem Tempelhofer Feld in Berlin. Über 3.000 Berliner reihten insgesamt 30.000 Plastiktüten in Form eines Fragezeichens aneinander, um „ein Zeichen gegen die Plastikflut zu setzen“. Dabei brachen sie den bestehenden Weltrekord von 4,2 Kilometern.

### Umweltbildung
Für einen nachhaltigen Umgang mit den natürlichen Ressourcen führt die DUH generationenübergreifende Umweltbildungsprojekte mit den Schwerpunkten Ernährung und Biodiversität durch. Das Spektrum reicht von einzelnen Seminaren für Schulklassen bis zu langfristigen Kooperationen mit lokalen Partnern. In Projekten wie „Grüne Inseln für Alt und Jung“ pflegen Kinder gemeinsam mit Senioren Wildblumenwiesen und schaffen Lebensraum für Insekten. „Gärten für die Zukunft“ ist ein Modellprojekt für zukunftsfähige Lebensstile und erhielt 2014 die Anerkennung als „UN-Dekade-Projekt Bildung für Nachhaltige Entwicklung“.
Fächerübergreifende Umweltbildung ist auch ein zentraler Bestandteil der DUH-Initiativen zum Schutz der Flüsse und Bäche. In verschiedenen Flusseinzugsgebieten gibt es Netzwerke von Schulen, in denen sich Jugendlichen lokal an ihrem Flussabschnitt engagieren, sich in regionalen „Schüler-Camps“ austauschen und sich neues Wissen aneignen sowie mit gezielten praktischen Aktionen zum Erhalt lebendiger Fließgewässer beitragen.

### Geschäftstätigkeit im Rahmen einer GmbH für die Bundesregierung
Die DUH wurde in Form der „DUH Umweltschutz Service GmbH“ Teil eines Dreierkonsortiums, das für das Bundesministerium für Wirtschaft und Energie (BMWI) Dienstleistungen übernimmt. Dabei geht es um Kommunikation in Zusammenhang mit der Energiewende.

## Finanzierung
Der Verein finanziert sich zu 38 % aus Projektzuschüssen, die in etwa zur Hälfte aus öffentlichen Quellen und zur anderen Hälfte von privaten Spenden bereitgestellt werden. Weitere 30 % der Einnahmen stammen aus dem Verbraucherschutz, beispielsweise durch Abmahnungen etwa wegen fehlerhafter Produktkennzeichnungen, weshalb die DUH auch als Abmahnverein bezeichnet wird. Spenden, die zum größeren Teil von Unternehmen und zu einem kleineren Teil von privaten Spendern stammen, machen 17 % der Einnahmen aus. Toyota beispielsweise unterstützte die DUH seit 1998 mit einem „mittleren bis höheren fünfstelligen Betrag pro Jahr, mit dem zwei Projekte unterstützt“ wurden. Im Januar 2019 stellte Toyota diese Zusammenarbeit ein. Sponsoren-Beiträge, Zuweisungen von Justizbehörden und Beiträge von Förderern und Paten tragen in kleinerem Umfang ebenfalls zu den Einnahmen bei.
Die DUH erhielt seit 2009 Zuwendungen von der amerikanischen „ClimateWorks Foundation“, der EU-Kommission und der deutschen Bundesregierung im Rahmen einer EU-weiten Kampagne zur Minderung von Ruß. Die DUH übernahm dabei die Koordinierung von 13 teilnehmenden Verbänden.
Bei den Ausgaben standen 76 % der finanziellen Mittel für die Sacharbeit und 24 % für Verwaltungskosten, Öffentlichkeitsarbeit und Spendenwerbung zur Verfügung. Die vorhandenen Gelder wurden für Projekte in den Bereichen Allgemeiner Verbraucherschutz und Recht (18 %), Verkehrspolitik (14 %), Verkehr und Luftreinhaltung (14 %), kommunaler Umweltschutz (9 %), Energie und Klimaschutz (7 %), sowie Kreislaufwirtschaft und Mehrwegschutz (6 %) eingesetzt. Weitere Mittel (12 %) werden für Projektzuschüsse verwendet, die die DUH an ihre Partnerorganisationen vergibt und damit die eigene Projektarbeit ergänzt.
Die Jahresabschlüsse werden durch einen vereidigten Wirtschaftsprüfer testiert. Die vorstehenden Angaben beziehen sich auf das Jahr 2016. Die DUH veröffentlicht ihre Finanzzahlen im Rahmen der Jahresberichte und auf ihrer Internetseite.
Der Haushalt betrug im Jahre 2022 14,4 Millionen Euro.
Ende 2018 stellten die deutsche Brauerei Krombacher und der Automobilkonzern Daimler AG ihre Zusammenarbeit mit der DUH ein. Beide Unternehmen betonten, dass diese Entscheidungen nicht mit der zu dieser Zeit in der Öffentlichkeit kontrovers diskutierten Frage von Fahrverboten für Dieselfahrzeuge im Zusammenhang stünden.

## Verleihung von Umweltpreisen
Der Verein vergibt jedes Jahr den UmweltMedienpreis. Mit dieser undotierten Auszeichnung würdigt der Bundesvorstand Leistungen in den Kategorien Lebenswerk, Print, Hörfunk, Online und Film, die sich mit der Erhaltung der natürlichen Lebensgrundlagen auseinandersetzen.
2019 vergab die DUH erstmals den Negativpreis Goldener Geier für das aus ökologischer Sicht „unsinnigste“ Produkt des Jahres. Bei der ersten Verleihung ging er an die Firma Nestlé für das mehrfach in Kunststoff verpackte Vittel-Mineralwasser. 2020 ging der Preis für den „ökologisch unsinnigsten Stadtgeländewagen“ an Daimler bzw. den Mercedes-Benz GLS. 2021 erhielt RWE den Preis für „die dreisteste Umweltlüge des Jahres“ wegen Angaben zum Anteil erneuerbarer Energien in seinem Strommix. 2023 wurde McDonald’s der Negativpreis für seine I am beautiful-Kampagne zuerkannt.
Mit dem Mehrweg-Innovationspreis zeichnen die DUH und die Stiftung Initiative Mehrweg Neuentwicklungen im Bereich umweltfreundlicher Mehrwegsysteme aus. Besonderes Augenmerk liegt dabei auf der Weiterentwicklung und der Verbreitung des Glas-Mehrwegsystems.

## Kontroversen

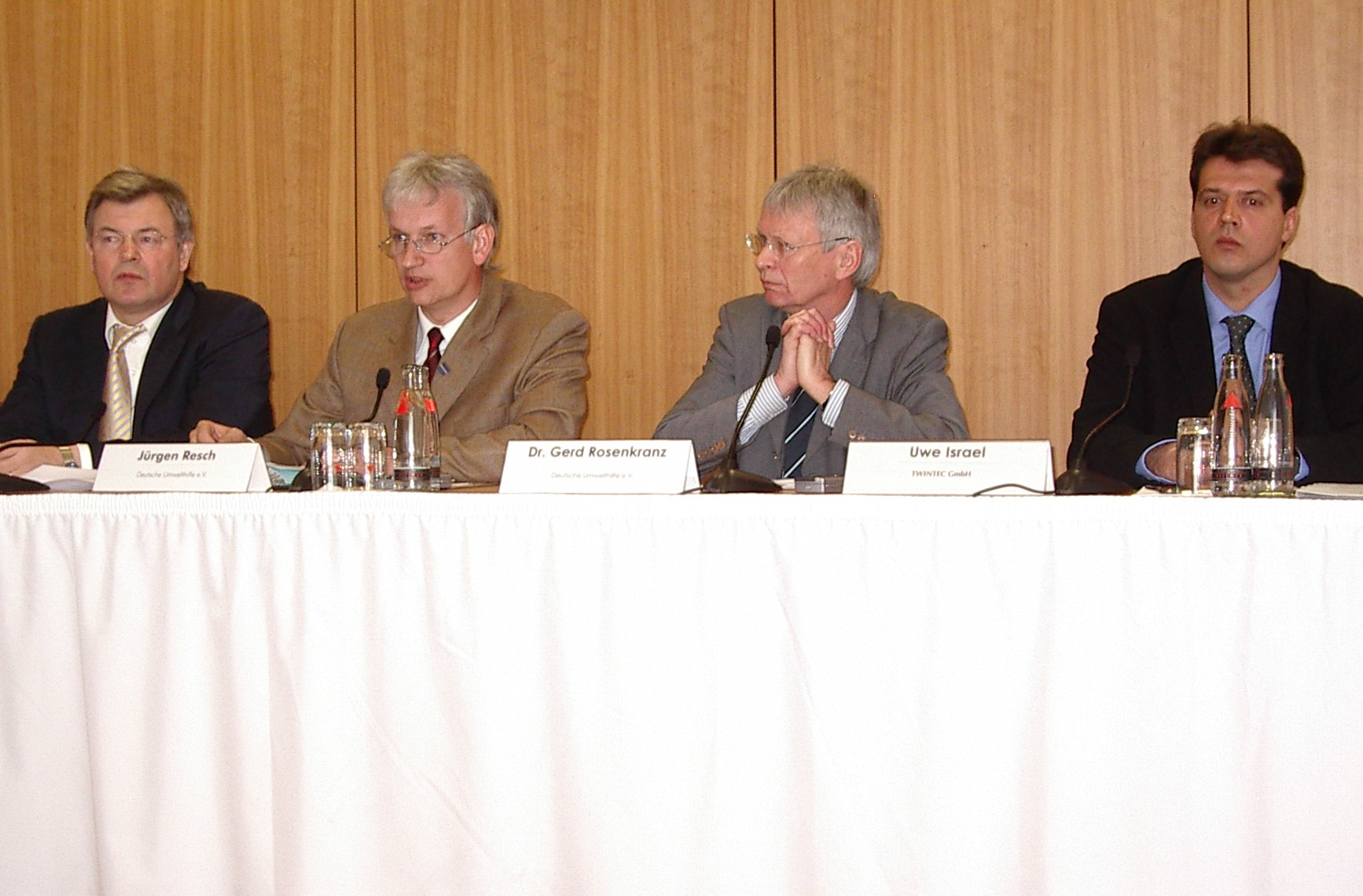
Jürgen Resch (2. von links), Bundesgeschäftsführer der DUH, 4. April 2005

### Abmahnpraxis
Die Frankfurter Allgemeine Zeitung kritisierte im März 2017, die DUH sei „ein von Abmahnungen lebender Interessenverein“.
Die Handwerkskammer Konstanz wies 2010 auf das Versenden von Abmahnungen der Umweltorganisation an Kfz- und Haushaltsgerätehändler hin. Die DUH führe stichprobenartig Marktüberwachungen durch und mahne in ihrer Eigenschaft als klageberechtigter Verbraucherschutzverband Händler und Hersteller ab, die ihren Energieverbrauchs-Kennzeichnungspflichten nicht nachkämen, Energiesparlampen mit zu hohem Quecksilbergehalt in Verkehr brächten oder falsche, fehlerhafte Angaben über Strom- und Kraftstoffverbrauch beziehungsweise CO2-Ausstoß machten.
Eine Kammer des Landgerichts Hannover bezeichnete 2011 das Verlangen der DUH nach einer Vertragsstrafenzahlung in einem konkreten Fall als rechtsmissbräuchlich.
Der nordrhein-westfälische Ministerpräsident Armin Laschet (CDU) erklärte im Dezember 2018, die DUH sei ein „klassischer Abmahnverein, finanziert von einem ausländischen Autokonzern, der die deutsche Autoindustrie schwächen will“. Bereits im März 2018 hatte er angedroht, der Bezirksregierung Düsseldorf die Verhängung von Fahrverboten rechtlich zu verbieten. Die DUH warf ihm daraufhin Rechtsbruch vor und kündigte eine Zwangsvollstreckung des Urteils des Verwaltungsgerichts Düsseldorf zur Luftreinhaltung an. Nachdem das Umweltministerium erklärt hatte, sich rechtskonform zum Urteil des Bundesverwaltungsgerichts zu verhalten, und die Düsseldorfer Regierungspräsidentin erklärt hatte, keine entsprechende Weisung der Landesregierung erhalten zu haben, zog die DUH im März 2018 den Antrag auf Zwangsvollstreckung zurück.
Am 25. April 2019 begann eine Revisionsverhandlung vor dem Bundesgerichtshof gegen die DUH, die einen schwäbischen Autohändler wegen unzureichender Kennzeichnung der Verbrauchswerte abgemahnt hatte. Der Händler war zwar in Vorinstanzen unterlegen, das Urteil ließ aber eine Revision zu, um das Geschäftsmodell der DUH höchstrichterlich prüfen zu lassen. Am 4. Juli 2019 entschied der Bundesgerichtshof, dass die Abmahnpraxis der DUH mit geltendem Recht vereinbar sei.

### Industriekooperationen
Die DUH wurde 2005 im Rahmen ihrer Kampagne zur Einführung von Dieselpartikelfiltern „Kein Diesel ohne Filter“ von der FDP kritisiert, weil sie Spenden von Dieselrußfilter-Herstellern angenommen hatte. Am 4. April 2005 räumte DUH-Bundesgeschäftsführer Jürgen Resch auf einer DUH-Pressekonferenz in Berlin auf Nachfrage ein, dass die DUH von Partikelfilterherstellern über 100.000 Euro eingesammelt hatte. Seit 2008 hat die Umwelthilfe in einigen Städten Musterklagen betroffener Bürger unterstützt, mit deren Hilfe Fahrverbote gegen Dieselfahrzeuge mit hohem Partikelausstoß durchgesetzt wurden. Seit 2012 kann sie diese Klagen eigenständig führen.
Die DUH übergab im Februar 2014 zusammen mit zwei anderen Institutionen (Umweltbundesamt und RAL gGmbH) das Umweltzeichen Blauer Engel an die Kat-Hersteller LRT Automotive und HJS. 2012 hatte die DUH von Autoteilehändlern und Werkstätten gefordert, „ausschließlich Blauer-Engel-Kats oder Originalteile zu verkaufen und einzubauen“.
Die Frankfurter Allgemeine Zeitung kritisiert die über 20-jährige Zusammenarbeit mit Toyota und sieht eine Begünstigung von Toyota-Modellen durch das Agieren der DUH etwa gegen Diesel-Fahrzeuge. Gegen die Behauptung spricht, dass die DUH auch einen Toyota-Diesel testete und die überhöhten Abgaswerte als illegal bezeichnete. Nach Angaben von Bundesgeschäftsführer Jürgen Resch am 1. März 2018 in der Talkshow Maybrit Illner betrug die Förderung durch Toyota zwischen 30.000 und 70.000 Euro pro Jahr bei einem Jahresbudget von etwa 8,3 Millionen Euro. Dies entspräche lediglich 0,6 bis 0,8 Prozent. Ferner klagte die DUH nach eigenen Aussagen 47 Mal gegen Toyota wegen Verstößen gegen das Verbraucherrecht. Die Verbindung zu Toyota stand zudem im Mittelpunkt eines Verfahrens vor dem BGH. Sämtliche Vorinstanzen sowie der BGH erkannten keinen Interessenkonflikt. Zudem sei nicht feststellbar, dass Toyota von den Kampagnen der DUH ausgenommen wurde.

### Fruchtlose Bestrebungen zur Aberkennung der Gemeinnützigkeit und Beendigung der Förderung aus Steuermitteln
Die CDU beschloss auf ihrem Parteitag am 8. Dezember 2018, die Gemeinnützigkeit der DUH prüfen zu lassen. Der Antrag wurde vom CDU-Bundestagsabgeordneten Steffen Bilger, der auch Parlamentarischer Staatssekretär im Bundesverkehrsministerium war, als Vorsitzender des CDU-Bezirksverbandes Nordwürttemberg eingebracht. Die CDU wollte darüber hinaus dafür sorgen, dass der Verein keine Mittel mehr aus dem Bundeshaushalt erhalte.
Das Bundesumweltministerium und das Bundeswirtschaftsministerium erklärten daraufhin, die DUH weiter zu fördern. Das zuständige Finanzamt Singen betonte, nur bei Vorliegen konkreter Anhaltspunkte tätig werden zu können. Im ARD-Magazin Monitor sagte der Jurist Joachim Wieland zu Bilgers Haltung gegen die DUH, die Politik habe im Zusammenhang mit den Verstößen gegen Emissionswerte lange zugeschaut und aus Rücksicht auf die Automobilindustrie nicht eingegriffen. Jetzt werde versucht, den entstandenen Zorn weg von der Politik und der Automobilwirtschaft und hin zu den Gerichten und der Deutschen Umwelthilfe zu lenken.

### Anträge auf Beugehaft
Im Sommer 2019 stellte die DUH Anträge auf Beugehaft für mehrere Politiker für bis zu sechs Monate, sollten Urteile der Verwaltungsgerichte im Hinblick auf Fahrverbote nicht umgesetzt werden. Neben Spitzenpolitikern der Landesregierung Baden-Württemberg war auch Bayerns Ministerpräsident Markus Söder Ziel eines solchen Antrags. In beiden Bundesländern wurden diese Anträge abgelehnt.

### Erdgasautos
Die DUH hatte 2016 einen Projektvorschlag ausgearbeitet, bei dem für Erdgasautos lobbyiert werden sollte. Der Vorschlag mit einem Volumen von 2,1 Millionen Euro wurde von Geschäftsführer Jürgen Resch unterzeichnet und der Erdgas Mobil unterbreitet. Erdgas Mobil entschied sich gegen die Umsetzung des Projekts. Kontrovers dabei ist, dass Erdgasautos nicht unbedingt weniger Feinpartikel ausstoßen und die Methanemissionen nicht geringer ausfallen als bei Dieselautos der Schadstoffnorm Euro 6d temp.